# Abu Simbel
Abu Simbel sta dva mogočna kamnita templja v kraju Abu Simbel (arabsko أبو سمبل), majhni vasici v Nubiji v južnem Egiptu, v bližini meje s Sudanom. Sta na zahodnem bregu Naserjevega jezera, približno 230 km jugozahodno od Asuana (po cesti približno 300 km). Kompleks je del Unescove svetovne dediščine, znan kot "nubijski spomeniki", ki se nahajajo od Abu Simbla po reki navzdol do File (blizu Asuana). Templja sta bila, ko je vladal faraon Ramzes II. v 13. stoletju pred našim štetjem, prvotno izklesana iz pobočja kot trajni spomenik nanj in njegovo kraljico Nefertari v spomin na njegovo domnevno zmago v bitki pri Kadešu. Zaradi gradnje Asuanskega jezu in dviga vode v Naserjevem jezeru so morali kompleks leta 1968 v celoti preseliti na umeten hrib, narejen visoko nad jezerom.

## Zgodovina

### Zasnova
Gradnja tempeljskega kompleksa se je začela okoli 1264 pred našim štetjem in je trajala približno 20 let, do leta 1244 pred našim štetjem. Kot »tempelj Ramzesa, ljubljenca Amona« je bil eden od šestih skalnatih templjev, postavljenih v Nubiji med dolgo vladavino Ramzesa II. Namen je bil narediti vtis na južne sosede Egipta in tudi okrepiti status egipčanske vere v tej regiji. Zgodovinarji pravijo, da zasnova Abu Simbla izraža ego in ponos Ramzesa II.

### Ponovno odkritje
Sčasoma je templje pokril puščavski pesek. Že v 6. stoletju pred našim štetjem je pesek pokril kipe glavnega templja do kolen. Do leta 1813 je bil tempelj pozabljen, ko je švicarski orientalist Jean-Louis Burckhardt (znan tudi kot šejk Ibrahim Ibn Abdalah) našel zgornji friz glavnega templja. Burckhardt je govoril o svojem odkritju z italijanskim raziskovalcem Giovannijem Belzonijem (1778−1823), ki je odpotoval tja, vendar ni mogel izkopati vstopa v tempelj. V imenu britanskega generalnega konzula Henryja Salta je Belzoni leta 1817 odpotoval v Nubijo in obiskal Abu Simbel ter do 1. avgusta 1817 iz peska odkopal zgornji del vhoda v Veliki tempelj in prodrl v notranjost. Podrobno je opisal templje skupaj z risbami, ki jih je mogoče najti v knjigi Opis Egipta Edwarda Williama Lana (1825−1828).
Znanstvena raziskava templja se je začela leta 1828 s francosko-toskansko ekspedicijo pod vodstvom Jeana-Françoisa Champolliona in Ippolita Rosellinija, ki sta ustvarila zapiske o stanju templja. Druge ekspedicije v Abu Simbel so bile leta 1830 pod vodstvom egiptologa Roberta Haya in leta 1844 pod vodstvom Karla Richarda Lepsiusa. Robert Hay je s tehničnimi ukrepi prvi zaščitil pomemben tempelj pred trajnim polnjenjem s peskom. Posledica odkritja templja Abu Simbel v Evropi v 19. stoletju je precejšen obisk Egipta in skalnega templja vzdolž Nila. Nekateri obiskovalci so se tudi ovekovečili z zapisi njihovih imen na fasadah templja. Konec stoletja je pesek na sedečih kolosalnih kipih Ramzesa II. že povzročil precejšnjo erozijo. Šele leta 1909 je bila fasada Velikega templja v celoti očiščena iz peska.
Turistični vodniki na spletni strani opisujejo legendo, ki pravi, da je mlad lokalni fant po imenu Abu Simbel vodil te zgodnje ponovne odkritelje na kraj zakopanega templja, ki ga je od časa do časa videl v pesku. Sčasoma so kompleks imenovali po njem.

### Premestitev
Leta 1950 se je začela načrtovana gradnja Asuanskega visokega jezu, ki je ogrozila obstoj dveh templjev Ramzesa II. v Abu Simblu, pa tudi naslednjih templjev File in Kalabša. Leta 1955 je bil ustanovljen mednarodni dokumentacijski center z namenom, da se vključi v območje od Asuana do prečkanja meje s Sudanom.
Leta 1959 se je začela kampanja za mednarodne donacije za ohranitev spomenikov v Nubiji: najjužnejše relikvije te starodavne človeške civilizacije so bile ogrožene zaradi naraščajočih voda Nila, ki so bile posledica gradnje Asuanskega visokega jezu. 8. marca 1960 je UNESCO zaprosil za mednarodno pomoč za ohranitev tempeljskega kompleksa.
Ena izmed shem za ohranitev templja je temeljila na ideji Williama MacQuittyja: zgraditi nov zaščitni jez sveže čiste vode okrog templjev z vodo v notranjosti na isti višini kot Nil. Tako bi ostaline gledali pod vodo. Leta 1962 je nastala ideja arhitektov Jane Drew, Maxwella Fryja in inženirja Ova Arupa. Menili so, da bi z dvigom templjev zanemarili učinek erozije peščenjaka zaradi puščavskih vetrov. Vendar je bil predlog, čeprav so njegovo elegantnost pohvalili, zavrnjen.
22. septembra leta 1968 je bila uspešna selitev uradno končana. Ob odprtju jezu 15. januarja 1971 je nekdanji egiptovski predsednik Anvar Sadat pohvalil izvajalce selitve nubijskih templjev in svetišč: »Ljudje lahko delajo čudeže, ko delajo skupaj za dober namen.« Danes dnevno obišče templje na tisoče turistov. Varovane konvoje avtobusov in avtomobilov odpeljejo dvakrat na dan iz Asuana, najbližjega mesta. Številni obiskovalci pridejo tudi z letalom na letališče, ki je bilo zgrajeno posebej za tempeljski kompleks.
Reševanje templjev se je začelo novembra 1963 pod vodstvom večnacionalne ekipe arheologov, inženirjev in usposobljenih izvajalcev težke opreme, ki so delovali skupaj v okviru Unesca. Premik je takrat stal približno 80 milijonov ameriških dolarjev. Denar je darovalo več kot 50 držav. Delo je bilo opravljeno z egiptovskimi, nemškimi, francoskimi, italijanskimi in švedskimi gradbenimi podjetji. Med letoma 1964 in 1968 je bilo celotno območje previdno narezano na velike bloke (do 30 ton, v povprečju 20 ton), razstavljeno, dvignjeno in ponovno sestavljeno na novi lokaciji, 65 m višje in 200 metrov nazaj ob reki. To je bil eden največjih izzivov arheološkega inženiringa v zgodovini. Nekatere strukture so celo rešili izpod voda Naserjevega jezera.
Za odstranitev in rekonstrukcijo so najprej izvrtali 17.000 lukenj v skalo in jih napolnili s 33 tonami smole epoksi, da bi se utrdila. Poleg tega so za stabilizacijo uporabljali železne sponke. Nato so tempelj razrezali z žično žago v 1036 blokov, katerih posamezna teža je bila med 7 in največ 30 ton. Odseki posameznih blokov so navzven vidni še danes. Nova lokacija je bila približno 180 metrov severozahodno in 64 metrov nad ravnjo starodavnega tempeljskega območja, kar je še posebej pomembno, usmerjena tako kot izvirni tempelj. Prvi blok je bil naložen 12. maja 1965 s številko GA 1A01. Poleg blokov templja je bilo dodanih še 1112 kosov kamnine iz neposredne bližine zaradi priprave terena. Notranjost templja ima armiranobetonsko kupolo, ki je zunaj zasuta s peskom, gramozom in izvirno skalo (vključno s prvotno fasado), tako da se je ohranila izvirna ideja skalnega templja. Zato to ni več pravi jamski tempelj. 
Kompleks je sestavljen iz dveh templjev. Večji je posvečen trem egipčanskim državnim božanstvom v tistem času, to so Ra-Horakti, Pta in Amon  in ima štiri velike kipe Ramzesa II. na fasadi. Manjši tempelj je posvečen boginji Hator, ki jo pooseblja Nefertari, Ramzesovo najbolj ljubljeno od njegovih mnogih žena. Tempelj je zdaj odprt za javnost.

### Veliki tempelj
Veliki tempelj v Abu Simblu so gradili približno dvajset let in je bil končan v približno 24. letu vladanja Ramzesa Velikega (kar ustreza 1265 pred našim štetjem). Posvečen je bil bogovom, kot so Amon, Ra-Horakti in Pta, pa tudi Ramzesu samemu. Velja za enega najlepših v Egiptu.
Štirje kolosalni 20-metrski kipi faraona z dvojno krono (pšent) Zgornjega in Spodnjega Egipta krasijo pročelje templja, ki je 35 metrov široko in je zaključeno s frizom z 22 opicami (pavijani), častilci sonca in stražarji vhoda. Kolosalni kipi so izklesani neposredno iz skalne stene, v kateri je bil tempelj, preden je bil prestavljen. Vsi kipi predstavljajo Ramzesa II., ki sedi na prestolu in nosi dvojno krono Zgornjega in Spodnjega Egipta. Kip na levi strani vhoda je bil poškodovan v potresu, ostal je le spodnji del kipa. Glave in trup je še vedno mogoče videti ob nogah kipa.
Med nogami kolosov so še drugi kipi, ki niso višje od kolen faraona. Ti prikazujejo Nefertari, Ramzesovo glavno ženo, in kraljico mati Mut Tuj, njena prva dva sinova Amonherkepeshef, Ramzesa in njenih prvih šest hčera Bintanat, Baketmut, Nefertari, Meritamen, Nebetavi in Isetnofret.
Vhod sam je okronan z reliefom, ki predstavlja dve podobi kralja, ki časti Raja-Horaktija s sokoljo glavo, čigar kip stoji v veliki niši. Drži hieroglif s pomenom »uporabnik« in pero v svoji desni roki, Maat (boginja resnice in pravičnosti) je na njegovi levi strani; to ni nič manj kot gigantski kriptogram za ime prestola Ramzesa II., uporabnik-Maat-Ra. Fasada je okrašena z zaporedjem 22 opic (pavijanov) z rokami, dvignjenimi v zrak, ki častijo vzhajajoče sonce. Druga pomembna značilnost fasade je stela, ki opisuje poroko Ramzesa s hčerko kralja Hatusilija III., ki je zapečatil mir med Egiptom in Hetiti. Notranji del templja ima enako trikotno obliko kot večina najbolj starih egipčanskih templjev s prostori, ki se manjšajo od vhoda proti svetišču. Tempelj je zapletena struktura in precej nenavaden zaradi številnih stranskih komor. Hipostil (včasih imenovana tudi pronaos ali peristil) je 18 metrov dolga in 16,7 metra široka dvorana in je podprta z osmimi velikimi stebri v podobi Ozirisa, boga podzemlja, ki označuje večno naravo faraona ter Ramzesa, ki moli k njemu. Velikanski kipi vzdolž levega zidu nosijo belo krono Zgornjega Egipta, medtem ko na nasprotni strani nosijo dvojno krono Zgornjega in Spodnjega Egipta (pšent). Basreliefi na stenah pronaosa upodabljajo bojne prizore in vladarja v vojaških akcijah. Velik del kaže bitko pri Kadešu na reki Orontes v današnji Siriji, v kateri se je egiptovski kralj boril proti Hetitom. Najbolj znan relief prikazuje kralja na  vozu, kako strelja puščice proti bežečim nasprotnikom, ki so bili že ujeti. Drugi prizori kažejo egiptovsko zmago v Libiji in Nubiji.
Od hipostilne dvorane se vstopi v drugo stebrno dvorano, ki ima štiri stebre okrašene z lepimi prizori daritev bogovom. Obstajajo upodobitve Ramzesa in Nefertari s svetimi čolni Amona in Raja-Horaktija. Ta dvorana omogoča dostop do prečne veže, v sredini katere je vhod v svetišče. Tukaj je na črni skalni steni kamnoseški okras štirih sedečih figur: Ra-Horakti, kralj Ramzes kot bog, bogovi Amon Ra in Pta.

### Sončni pojavi
Domneva se, da je os templja postavljena na tak način, da 22. oktobra in 22. februarja sončni žarki prodrejo v svetišče in osvetlijo skulpture na zadnji steni, razen kipa Pta, boga, povezanega s podzemljem in je tako vedno ostal v temi. Ljudje se zberejo v Abu Simblu in spremljajo ta izjemni pojav.
Ti datumi so domnevno kraljev rojstni dan in kronanje, vendar ni nobenih dokazov za to, čeprav je povsem logično domnevati, da so bili ti datumi povezani z velikimi dogodki, kot je npr. jubilej tridesete obletnice faraonove vladavine.
Po izračunih, opravljenih na podlagi vzhajanja zvezde Sirij (Orion (ozvezdje)) in napisov, ki so jih našli arheologi, bi ta datum moral biti 22. oktober. Ta podoba kralja je bila izboljšana in oživljena z energijo sončne zvezde in pobožni Ramzes bi prevzel mesto poleg Amona Raja in Raja-Horaktija. Zaradi preselitve templja in/ali akumuliranega gibanja Rakovega povratnika v preteklih 3280 letih velja splošno prepričanje, da je vsak od teh dveh dogodkov preselil en dan bližje solsticija, tako da bi se pojavili 22. oktobra in 20. februarja (60 dni pred in 60 dni po solsticija, v tem zaporedju).
Kalkulator sončevega položaja ameriške agencije NOAA nam za Abu Simbel (22°20′13″N 31°37′32″E / 22.33694°N 31.62556°E) vrne vrednosti okrog −11° za 22. oktober in 20. februar.

### Manjši tempelj
Tempelj Hator in Nefertari, znan tudi kot Mali tempelj, je bil zgrajen okoli sto metrov severovzhodno od templja faraona Ramzesa II. in je posvečen boginji Hator in glavni ženi Ramzesa II., Nefertari. To je bilo drugič v stari egipčanski zgodovini, da je bil tempelj posvečen kraljici. Prvega je Ehnaton posvetil svoji veliki ženi Nefretete. V skalo vrezana fasada je okrašena z dvema skupinama kolosov, ki sta ločeni z velikim prehodom. Kipi, visoki nekaj več kot deset metrov, sta kralj in njegova kraljica. Na vsaki strani portala sta dva kipa kralja z belo krono Zgornjega Egipta (južna kipa) in dvojno krono (severna kipa); ti so  obdani s kipi kraljice in kralja.
Zanimivo je, da je to edini primer v egipčanski umetnosti, da sta kipa kralja in njegove žene enako velika. Tradicionalno kip kraljice, ki je stal poleg faraona, nikoli ni bil večji kot do kolen kralja. Ramzes je šel v Abu Simbel z ženo v 24. letu svojega kraljevanja. Kot v Velikem templju so tudi tukaj majhni kipi princev in princes. V tem primeru so postavljeni simetrično na južni strani. Od leve proti desni so: princesi Meriatum in Merire, princesi Meritamen in Henutavi in princa Rahirvenemef in Amonjenkepeshef, medtem ko so na severni strani iste figure v obratnem vrstnem redu. Načrt za mali tempelj je poenostavljena različica velikega.
Kot v večjem templju, posvečenem kralju, hipostilno dvorano podpira šest stebrov; v tem primeru pa niso v podobi Ozirisa, temveč so okrašeni s prizori s kraljico pri igri na sistrum (instrument boginje Hator) skupaj z bogovi Horus, Knum, Konsu in Tot in boginjami Hator, Izis, Maat, Mut iz Ašerja, Satis in Taveret; v enem prizoru Ramzes predstavlja cvetje ali goreče kadilo. Kapiteli stebrov nosijo podobo boginje Hator. Ta tip stebrov je znan kot hatorični. Basreliefi v stebrni dvorani ponazarjajo pobožnega kralja, uničenje njegovih sovražnikov na severu in jugu (v teh prizorih kralja spremlja njegova žena) in kraljico, ki daruje boginjama Hator in Mut. Hipostilni dvorani sledi vetrolov, do katerega vodijo troja velika vrata. Na južni in severni steni te dvorane sta dva elegantna in poetična basreliefa kralja in njegove žene, ki dajeta papirus Hator, ki je upodobljena kot krava na jadrnici v goščavi papirusov. Na zahodni steni Ramzes II. in Nefertari darujeta bogu Horusu in božanstvom kataraktov: Satet, Anubis in Hnum.
Skalno svetišče in dve stranski komori so povezani s prečnim predprostorom in so poravnani z osjo templja. Basreliefi na stranskih stenah majhnega svetišča predstavljajo prizore darovanja faraona in kraljice različnim bogovom. Na zadnji steni na zahodu vzdolž osi templja je niša, v kateri je Hator kot božanska krava; zdi se, da prihaja z gore. Boginja je upodobljena kot gospodarica templja, posvečenega njej in kraljici Nefertari, ki je tesno povezana z boginjo.

## Galerija
- Tempelj Ramzesa II.
- Abu Simbel, Tempelj Ramzesa II.
- Detajl templja, očuvanega pred poplavljenjem Nila
- Tempelj Ramzesa II.
- Opice nad kipi Ramzesa
- Abu Simbel
- Abu Simbel, tempelj Ramzesa II.
- Abu Simbel
- Abu Simbel
- Abu Simbel
- Abu Simbel
- Abu Simbel

- Tempelj Nefertari
- Tempelj Nefertari v Abu Simblu
- Nefertari daruje sistrum sedeči boginji Hator
- Tempelj Hator

- Abu Simbel
- Brooklynski muzej
- Brooklynski muzej
- Abu Simbel
- Abu Simbel
- Brooklynski muzej